# Santi di Tito
Santi di Tito (Firenze, 1536. december 5. – Firenze, 1603. július 25.) itáliai festő és építész, a cinquecento második fele firenzei (és toszkánai) festészetének egyik legnagyobb hatású művésze.

## Élete
Firenzében, a San Michele Visdomini közösségében született Tito di Santi di Bartolomeo, eredetileg Sansepolcróból származó vitorlakészítő és Maria d'Andrea di Benaccio fiaként.

### Festőként
Szülővárosában, Sebastiano da Montecarlo műhelyében tanult festeni, de kapcsolatban állt Agnolo Bronzinóval és Bartolommeo Bandinellivel is. 1554-ben iratkozott be a San Luca Társaságba, de fiatalkori alkotásairól keveset tudni, mert festői egyénisége csak az 1558-tól 1564-ig tartó római utazása után kezdett kibontakozni, ahol Raffaello követőinek klasszicizmusához közelíthetett. A pápák városában kezdett dolgozni a kor olyan fontosabb dekorációs munkálataiban, mint a Palazzo Salviati (1559), a Belvedere vatikáni palotában Niccolò Circignanival (1561–1562) és IV. Piusz pápa házában Federico Zuccari (1561–1565) mellett.
Zuccarival való kapcsolata alapvető fontosságú volt egy manierizmusellenes reform kidolgozásában, amelyet Firenzébe való visszatérésekor határozottan javasolt, és amely erős nyomot hagyott a helyi művészeti környezetben. A Medici-udvar üdvözölte, aktívan részt vett az Accademia di San Luca életében, elkészítette például Michelangelo síremlékét, majd freskókkal díszítette a Salamon-templomot a Santissima Annunziata kápolnájában.
Ezen életszakaszának első alkotásai még mindig a római modorra jellemző képi konvenciókat mutatják, mint például a Santa Croce beli Feltámadásban (1565), még akkor is, ha a festő hamarosan a stílus leegyszerűsítését, a korai firenzei XVI. század kompozíciós egyszerűségének és józanságának visszanyerése, a vallásosság intenzív és áhítatos újraformálásával, a számonkéréssel párosult. A „purizmus” e formáját későbbi munkáiig fenntartotta, és legalábbis Pietro da Cortona a városba való érkezéséig hatással volt a firenzei festészetre.
Dolgozott Francesco de’ Medici studiolójában is, ahol festményeit azek a formai döntések befolyásolták, amelyek számos firenzei templom oltárképein is jól láthatók: Lázár feltámadása a Santa Maria Novellában (1576), Szent István vértanúsága a Santi Gervasio és Protasio-templomban (1579), a Krisztus az Olajfák-hegyén (1591) a Santa Maria Maddalena dei Pazziban. Aquinói Szent Tamás látomása a San Marcóban (1593) és az Angyali üdvözlet, szintén a Santa Maria Novellában (1603). Hírnevének bizonyítékaként alkotásai Firenzén és Toszkánán kívül is megtalálhatók, például a Città di Castellóban (Szent Péter és Szent János kézrátétele, városi művészeti galéria) vagy Forlìban (San Mercuriale a San Mercuriale-i apátság).

## Képeiből

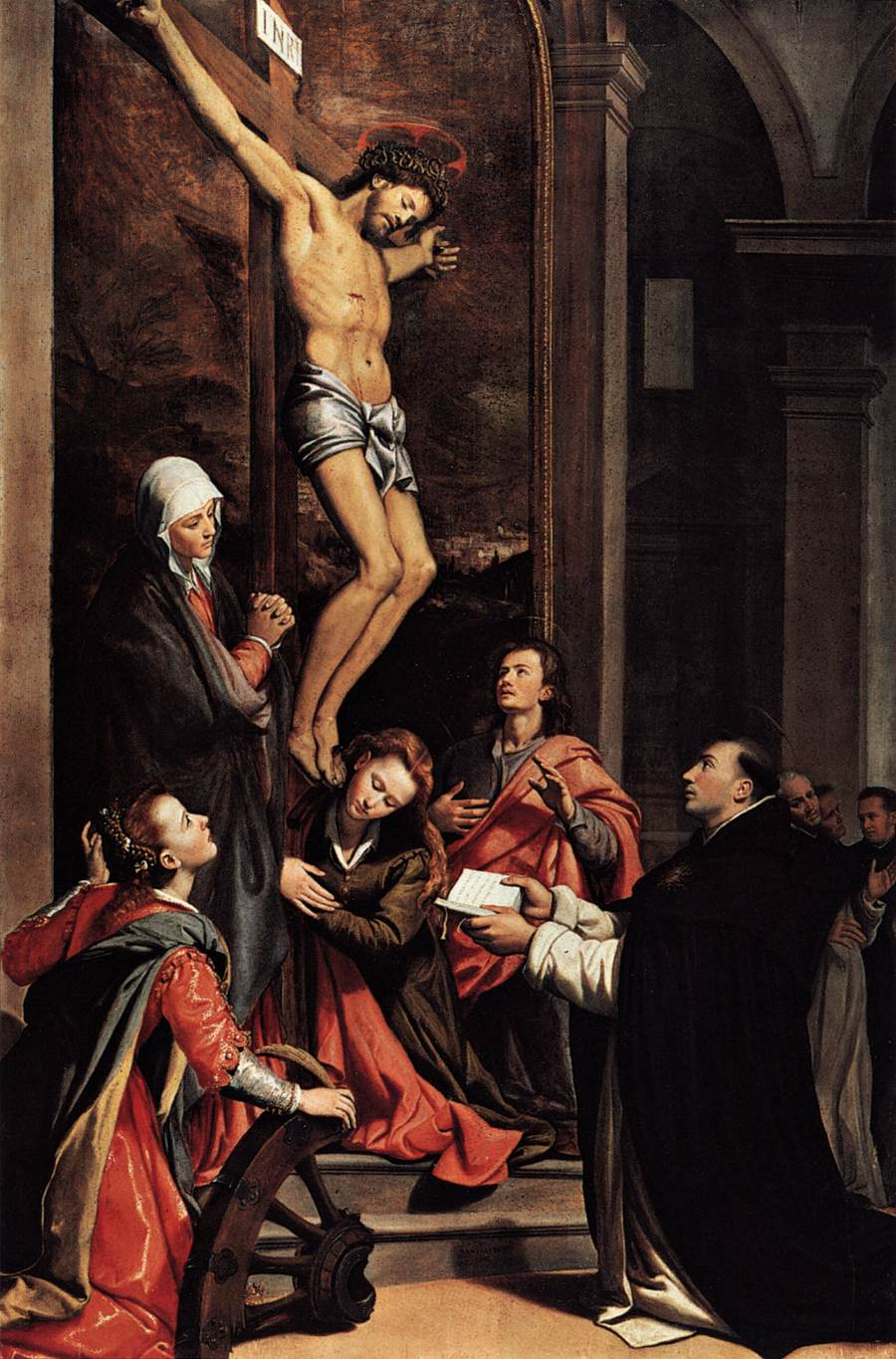
Aquinói Szent Tamás látomása, San Marco Múzeum, Firenze
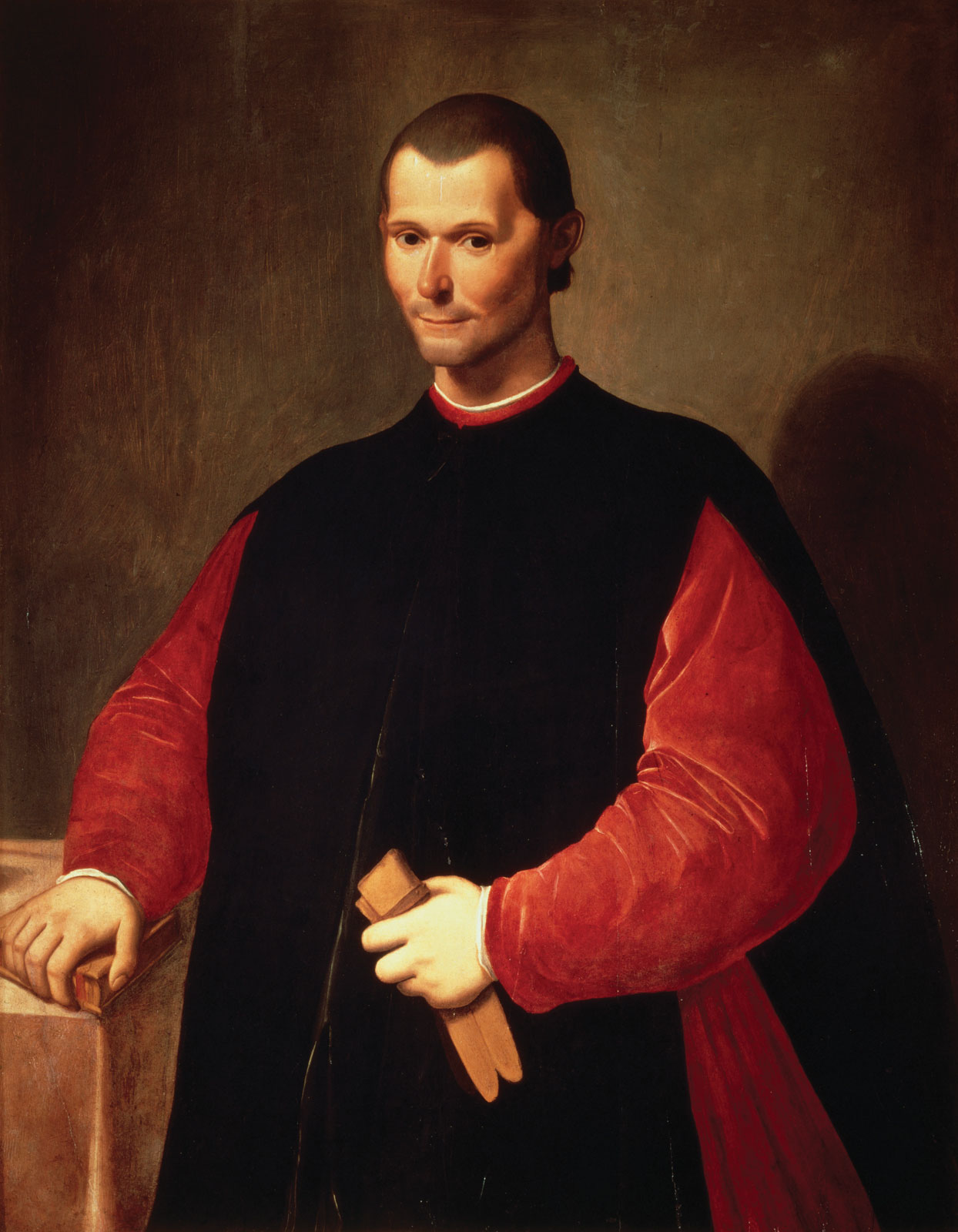
Niccolò Machiavelli portréja, Palazzo Vecchio
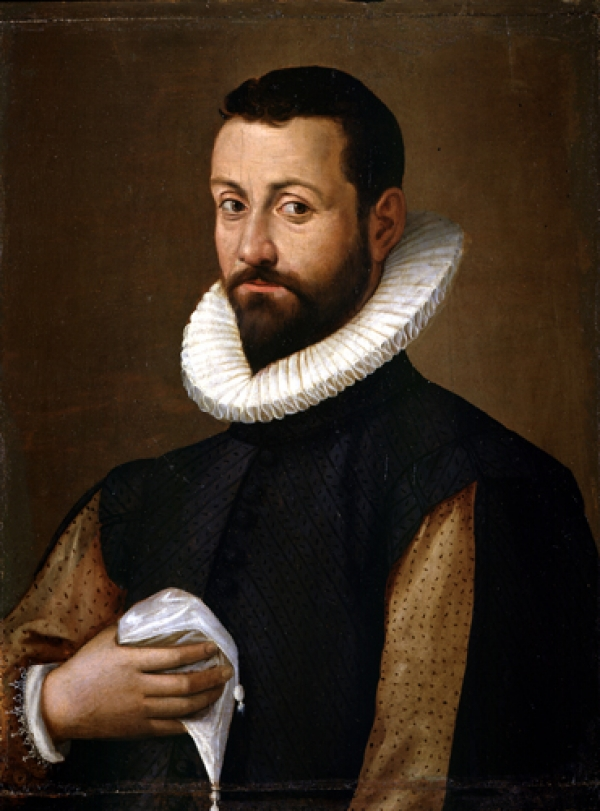
Úriember zsebkendővel, Museo Civico, Montepulciano
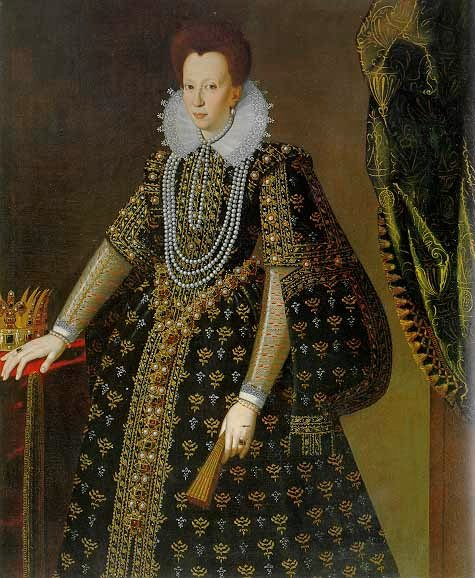
Krisztina lotaringiai hercegnő
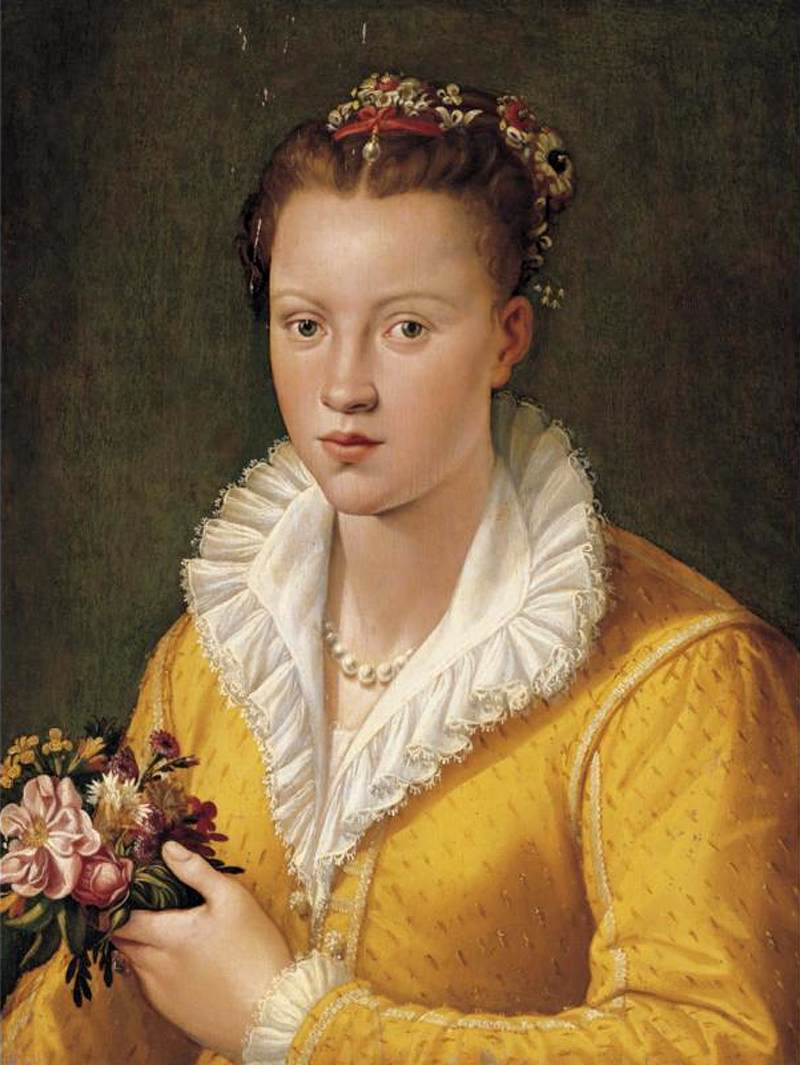
Leányportré
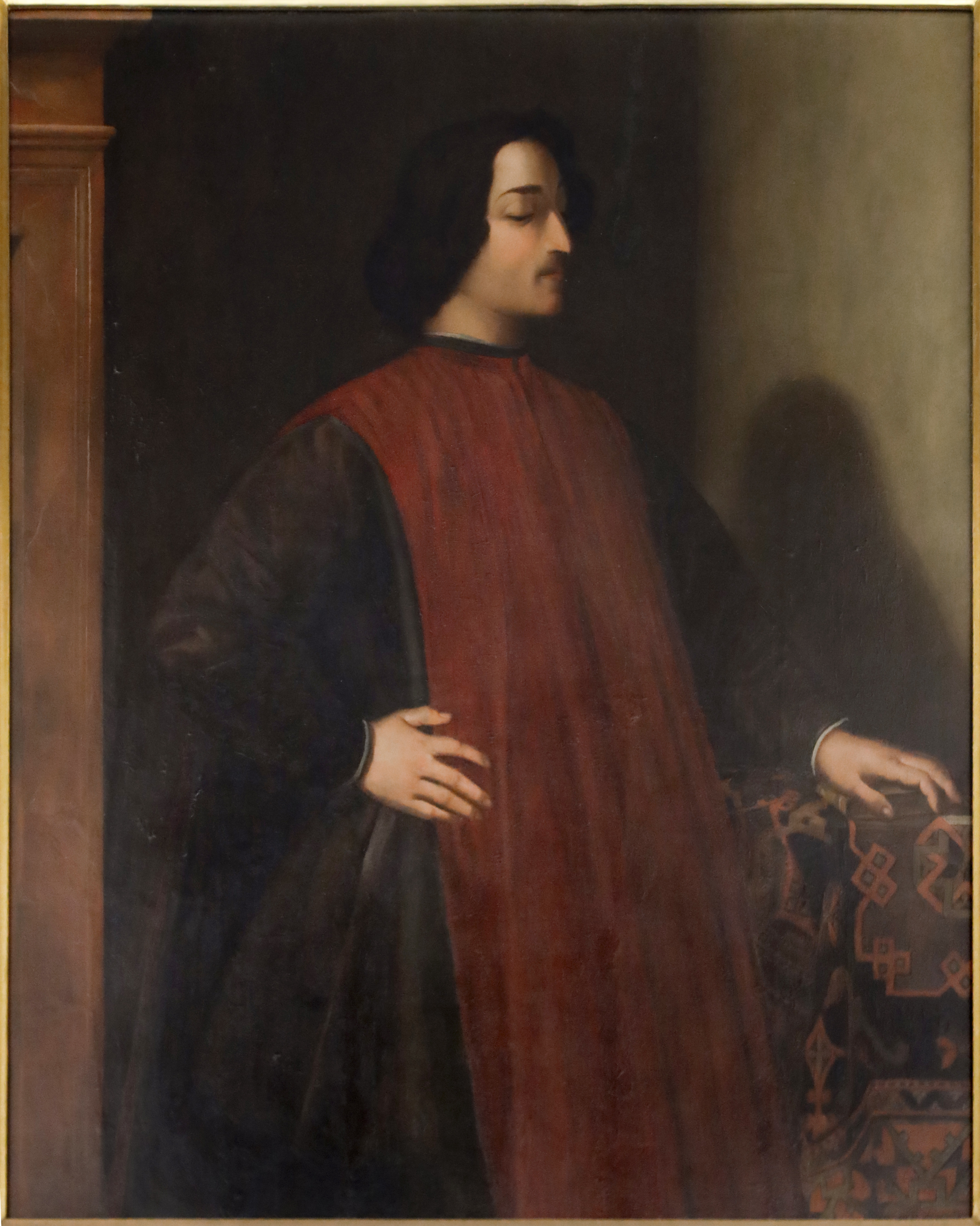
Giuliano di Piero de' Medici, 1585–86
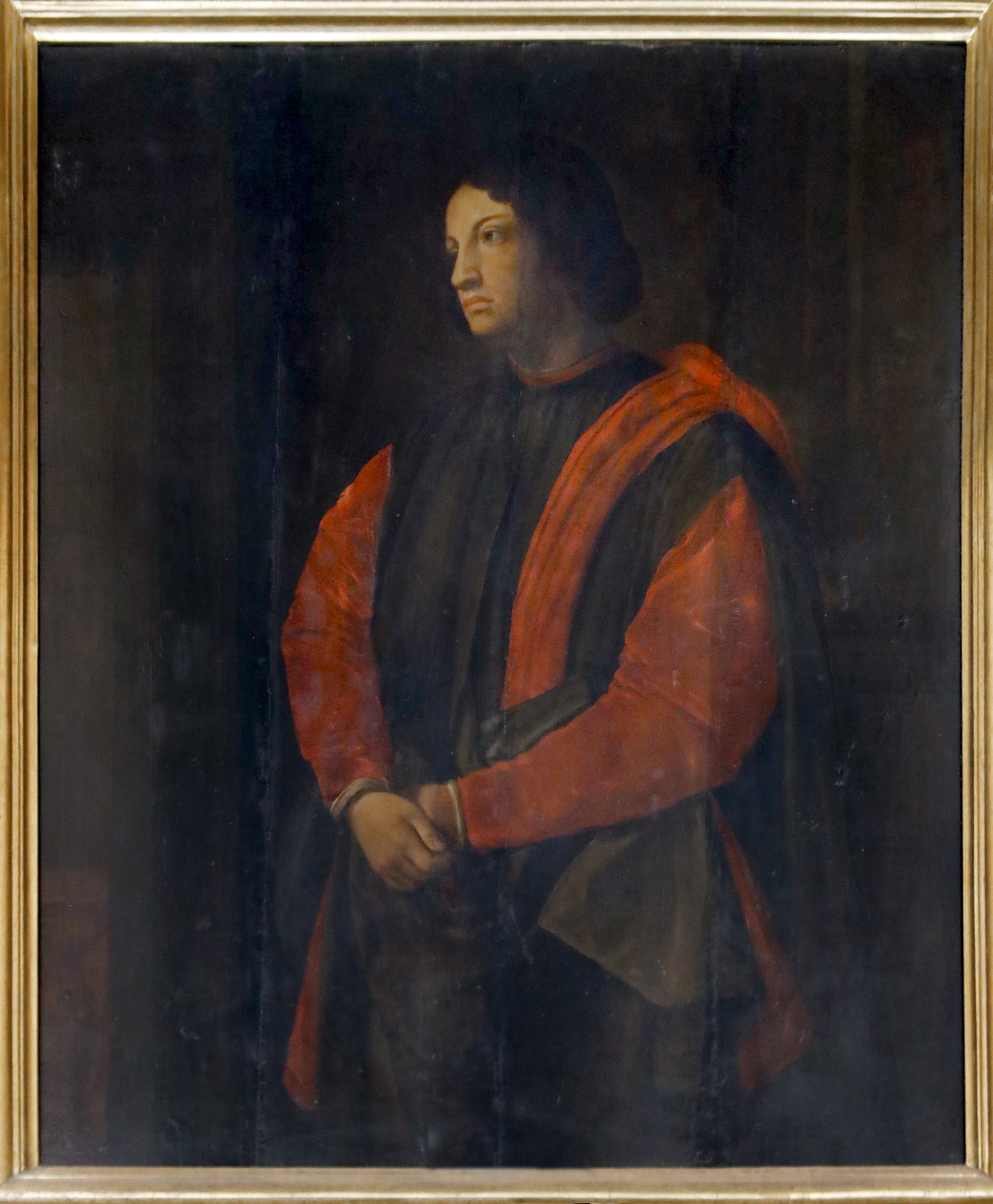
Giovanni di Cosimo de' Medici, 1585
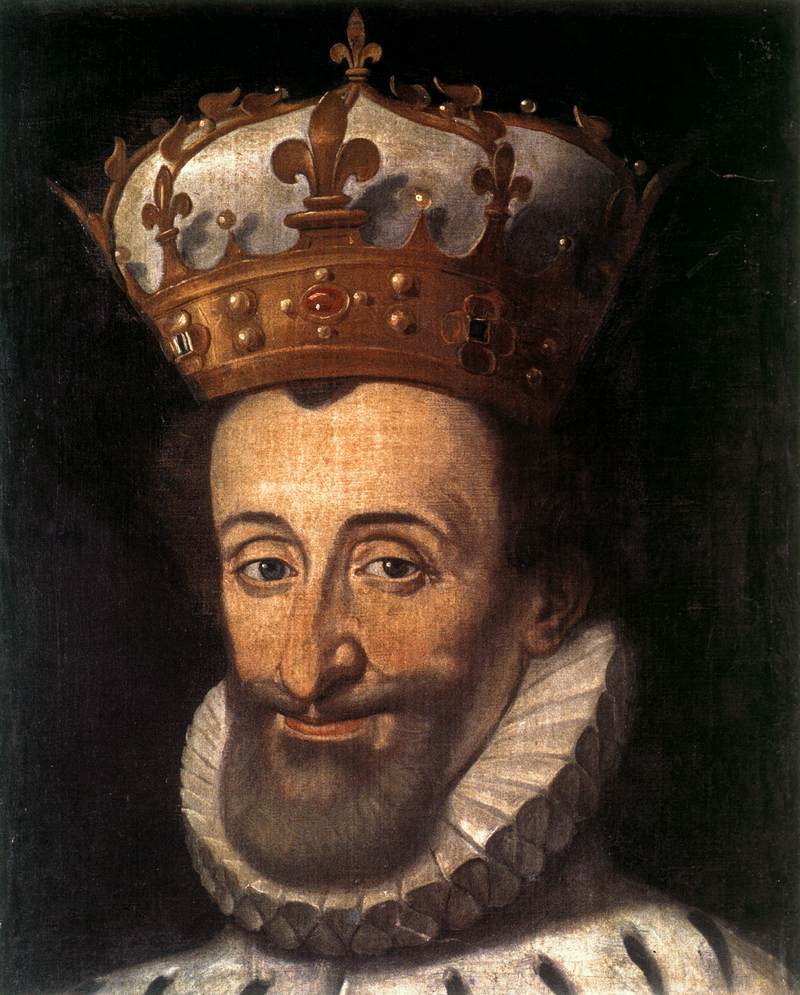
IV. Henrik francia király
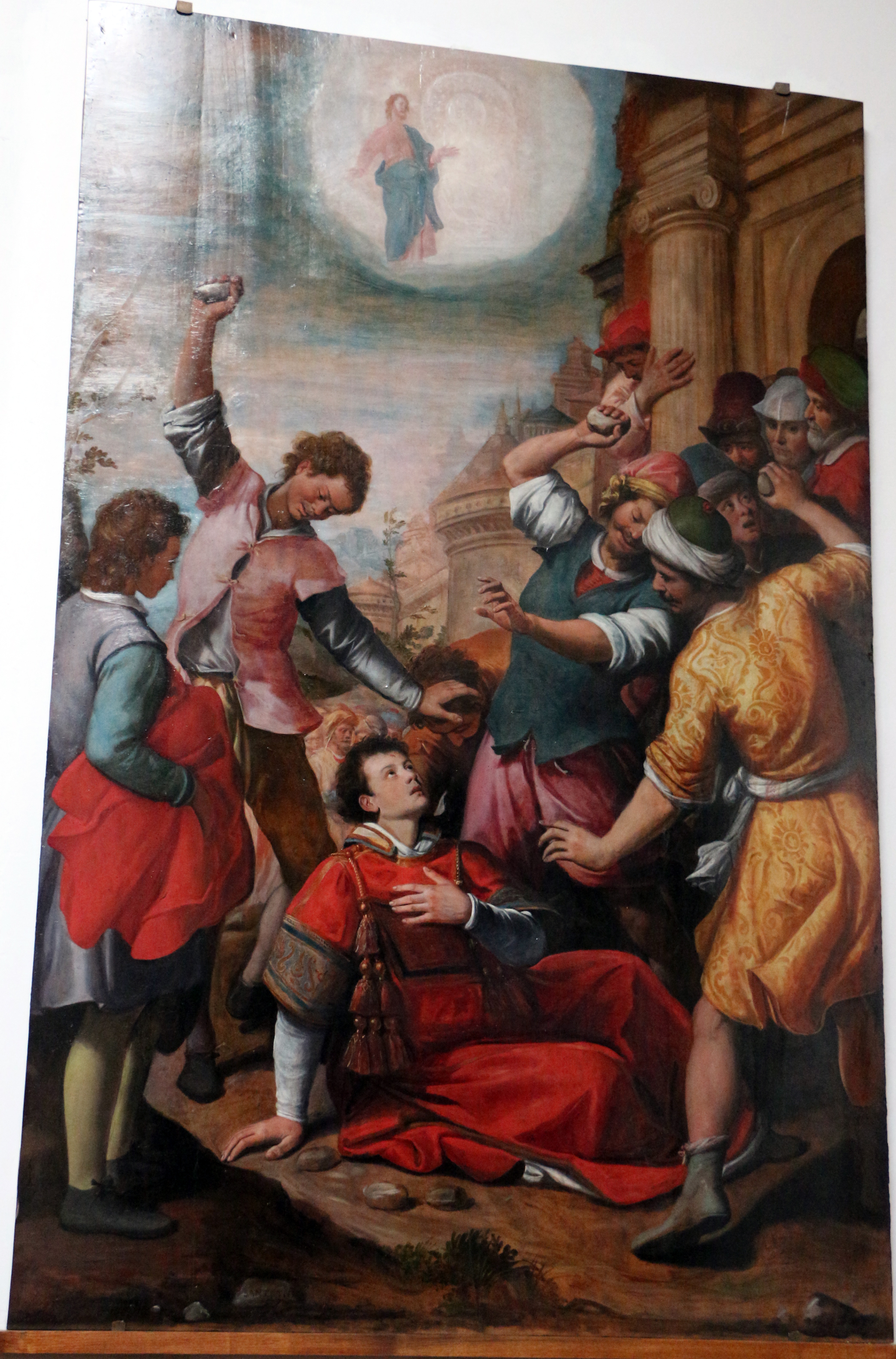
Szent István vértanúsága, 1599

### Építészként

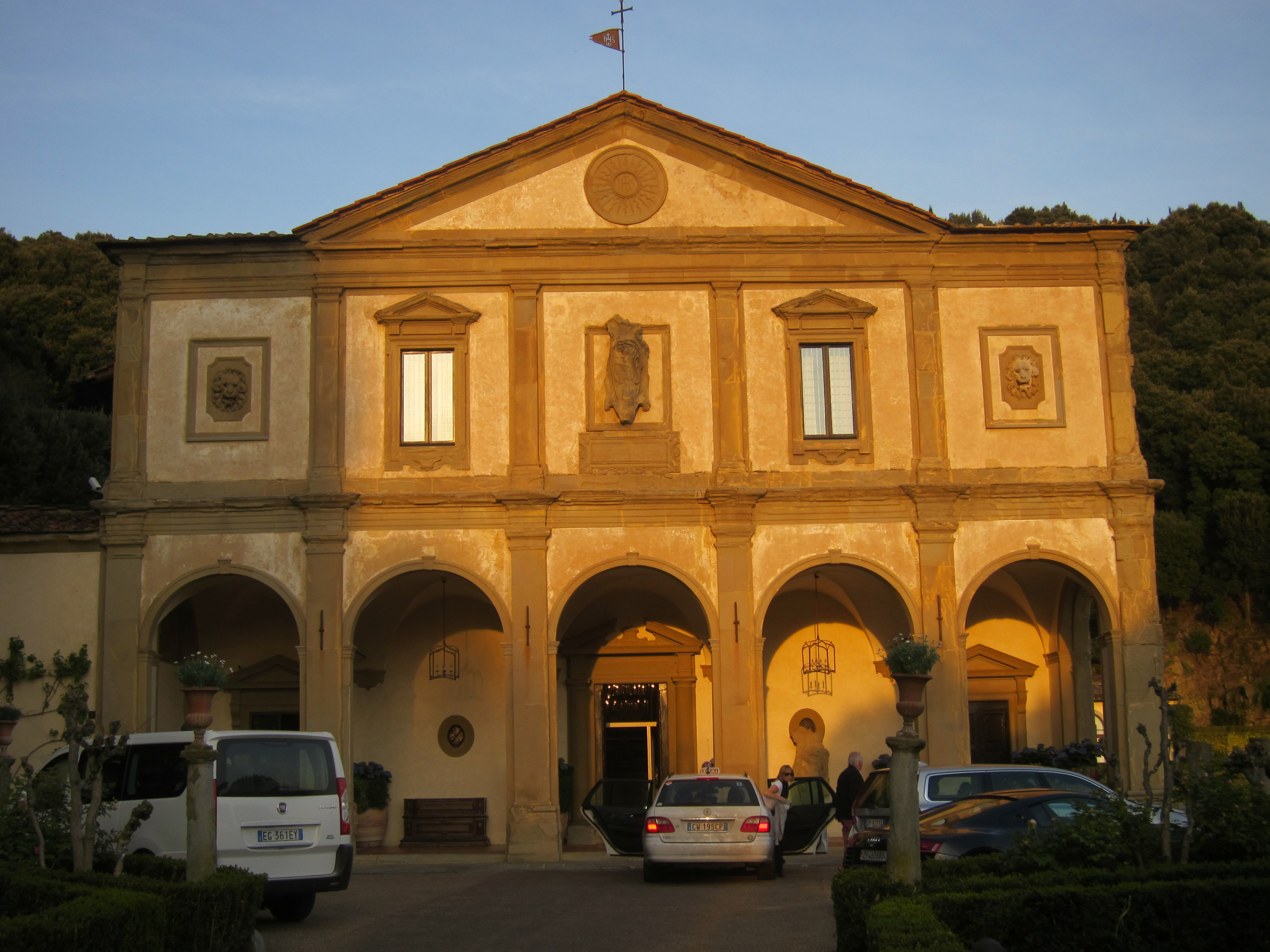
A Villa San Michele Doccia városában

Építészként hasonló, kifejezetten manierizmusellenes nyelvezetet vett fel, amint az a San Tommaso d'Aquino konfraternitás (1568–1569, később sokat változtatott) oratóriumában, a Dardinelli-Fenzi-palotában, a Zanchini-Corbinelli-palotában (1583 körül) látható. Egyéb munkái közé tartozik a petrognanói San Michele-kápolna (1591, a Brunelleschi-kupola kicsinyített utánzata), a San Michele-kolostorban, Docciában (1599), Villa Le Corti, a Palazzo Nonfinito lépcsőházban, a Villa di Motrone (vagy a Palagio degli Spiniben), vagy Peretolában), vagy a Palazzo Nonfinitóban.

## Fordítás
- Ez a szócikk részben vagy egészben  a   Santi di Tito című olasz Wikipédia-szócikk fordításán alapul.  Az eredeti cikk szerkesztőit annak laptörténete sorolja fel. Ez a jelzés csupán a megfogalmazás eredetét és a szerzői jogokat jelzi, nem szolgál a cikkben szereplő információk forrásmegjelöléseként.